# Taniche
Taniche là một đô thị thuộc bang Oaxaca, México. Năm 2005, dân số của đô thị này là 739 người.